# Ipomoea kassneri
Ipomoea kassneri är en vindeväxtart som beskrevs av Alfred Barton Rendle. Ipomoea kassneri ingår i släktet praktvindor, och familjen vindeväxter. Inga underarter finns listade i Catalogue of Life.